# 유시 아들레르올센
유시 아들레르올센(덴마크어: Jussi Adler-Olsen, 1950년 8월 2일 ~ )은 덴마크의 소설가이다.
코펜하겐 출신이며 그의 아버지는 덴마크의 유명한 정신과 의사였다. 1978년에 대학교에서 약학, 사회학, 정치학을 졸업한 이후에 한동안 잡지 편집자로 일했고 1984년에는 미국의 코미디언 마르크스 형제에 대한 논픽션을 출간했다. 1997년에는 첫 픽션 소설 《알파벳 하우스》를 출간했으며 2007년에는 카를 뫼르크가 주인공으로 등장하는 범죄 소설 《특별 수사반 Q》(Afdeling Q) 시리즈를 시작했다. 이 시리즈는 현재 7권까지 출간되었고 세 번째 책 《유리병 편지》로 북유럽 범죄 소설에 수여하는 유리 열쇠상을 받았다.
유시 아들레르올센의 소설은 덴마크에서만 3백만 부, 전 세계 40여 개국에서 2천만 부 이상 판매되었다. 그는 현재 코펜하겐에 거주하며 작품 활동을 이어 가고 있다.

## 저서

### 논픽션
- Groucho & Co's groveste (1984)
- Dansk tegneserie lexikon – den store Komiklex (1985)
- Groucho – en Marx Brother bag facaden (1985)

### 소설
- Alfabethuset (1997)
- Og hun takkede guderne (2003)
- Washington dekretet (2006)
- Små pikante drab (2011)

#### 특별 수사반 Q 시리즈
- Kvinden i buret (2007) 《자비를 구하지 않는 여자》, 서지희 옮김(살림, 2012)
- Fasandræberne (2008) 《도살자들》, 김성훈 옮김(살림, 2013)
- Flaskepost fra P (2009) 《유리병 편지》, 정장진 옮김(열린책들, 2019)
- Journal 64 (2010)
- Marco effekten (2012)
- Den grænseløse (2014)
- Selfies (2016)

## 영화화
- 《미결처리반 Q》 (2013)
- 《미결처리반 Q: 도살자들》 (2014)
- 《미결처리반 Q: 믿음의 음모》 (2016)
- 《미결처리반 Q: 순수의 배신》 (2018)